# Ted Ferguson
Edward Ferguson (2 tháng 8 năm 1895 – 8 tháng 2 năm 1978) là một cầu thủ bóng đá người Anh thi đấu ở vị trí hậu vệ phải. Ông có gần 200 lần ra sân ở Football League cho Chelsea, Ashington và Nelson. Anh của ông, Robert, cũng thi đấu cho Nelson.